# 前津盛和
前津 盛和（まえつ もりかず、1960年1月6日 - ）は、日本の内閣府官僚。ノンキャリアとして初めて内閣府沖縄総合事務局次長を務めた。

## 人物・経歴
沖縄県石垣市生まれ。琉球大学在学中の1981年に国家公務員採用中級（行政 沖縄）試験合格。1982年琉球大学法文学部卒業、沖縄開発庁沖縄総合事務局入局。
1984年総務局会計課に異動。1992年沖縄総合事務局総務部公正取引室審査専門官。2000年総務局企画課企画第三係長。2001年内閣府政策統括官（沖縄担当）付参事官（中長期担当）付主査（中長期計画第1担当）。2005年内閣府沖縄総合事務局総務部調査企画課調査官。
2012年内閣府沖縄総合事務局総務部監査官。2013年内閣府沖縄総合事務局総務部主任調査。2015年内閣府沖縄総合事務局総務部跡地利用対策課長。2017年内閣府沖縄総合事務局総務部人事課長。2019年内閣府沖縄総合事務局総務部総務課長兼総務部総務調整官。
2020年からは1年間の定年延長措置が講じられ、ノンキャリア初となる内閣府沖縄総合事務局ナンバー2となる次長（総務等）を務めた。2021年国家公務員法第81条の三の規定による期限の到来により退職。